# Orgel der Basilique de Valère

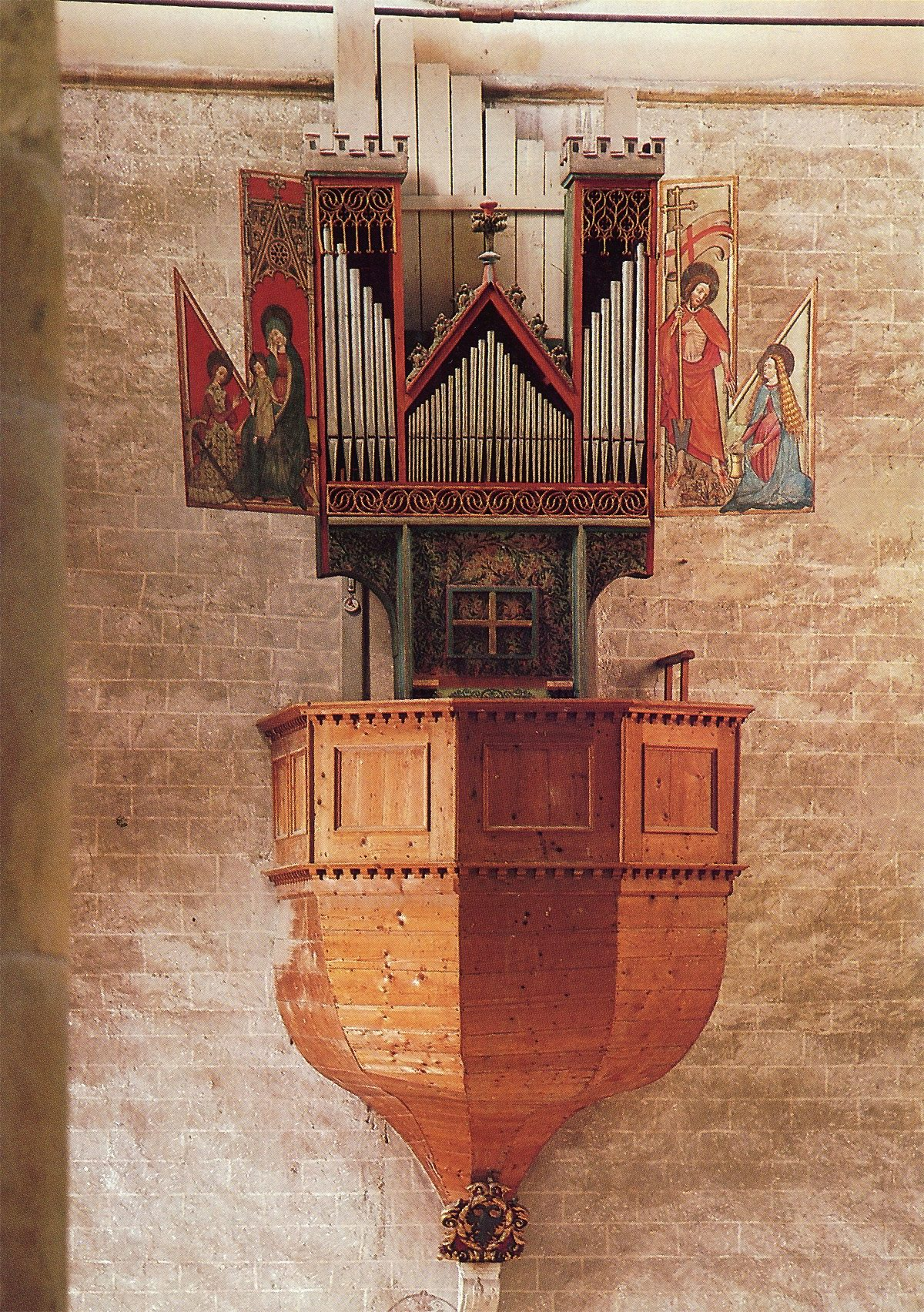
Standort im Schwalbennest an der Westwand

Die Orgel der Basilique de Valère in Sion, Schweiz, wird neben den Instrumenten in Rysum, Kiedrich, Ostönnen und der Epistel-Orgel in San Petronio zu Bologna zu den ältesten spielbaren Orgeln der Welt gerechnet.
Die im Kern spätgotische Schwalbennestorgel geht auf das Jahr 1435 zurück. Das Instrument besitzt heute acht Register. Das Gehäuse von 1435 ist original erhalten, zudem sind aus der ursprünglichen Orgel vier Register ganz und eines teilweise erhalten. Der heutige Zustand geht weitgehend auf den Erweiterungsumbau von 1687 durch Christoph Aebi zurück.

## Baugeschichte
Durch eine Zahlung für die Bemalung der Gehäuseflügel kann das Erbauungsjahr der Orgel auf 1435 festgelegt werden. Auch das Ergebnis der Untersuchung mit der Radiokohlenstoffmethode lässt dieses Entstehungsjahr zu. Vermutlich hatte die Orgel ursprünglich einen Umfang von H–a2 und bestand aus einem Blockwerk mit bis zu 18 Pfeifen pro Ton.
Der Bau des sogenannten Schwalbennests an der Westwand erfolgte erst 1628. Der vorherige Standort der Orgel in der Kirche ist unbekannt. Die heutige Form der Schwalbennestempore wurde wohl für den Umbau von Aebi geschaffen. Das Gehäuse ist mitsamt den von Peter Maggenberg bemalten Flügeltüren und dem gotischen Maßwerk original erhalten. Durch die vergrößerte Windlade ist allerdings das Schließen der Türen nicht mehr möglich. Die heute sichtbaren Flügel sind Kopien, die Originale sind im Museum von Valère ausgestellt.
Die Metallpfeifen für die Töne H–f2 von Prinzipal 8′, die Superoctaf 2′, die Quint Minor 1 1⁄3′ und die 1′-Reihe der Mixtur sind aus gotischer Zeit erhalten. Sie wurden aus Blei auf Sand gegossen. Die Vorderseite der Prospektpfeifen ist mit Zinn belegt. Neuere Untersuchungen haben ergeben, dass auch die Copel 4′ aus Nussbaumholz noch von 1435 stammt.
1687 baute Christoph Aebi die Orgel zu einem Barockinstrument um und erweiterte sie. Zugunsten des heutigen Umfangs erneuerte er die Klaviaturen, wozu er Teile der originalen Tasten wiederverwendete. Die gotische Windlade arbeitete er in eine Schleiflade um. Die alten Pfeifen behielt Aebi umgearbeitet bei, wodurch sie bis heute erhalten blieben. 
1786 stellte Felix Carlen aus Gluringen im Raum hinter der Orgel zwei neue Keilbälge auf und erneuerte die hölzernen Windkanäle. 
Das Pedal, das im spätgotischen Instrument nur angehängt war, erhielt erst 1812 ein eigenes Register. Damals fügte Johann Baptist Carlen den Subbass 16′+8′ hinzu, dessen Pfeifen das Gehäuse überragen. Carlen konstruierte auch die Pedalklaviatur und -traktur samt einem hölzernen, gedrechselten Registerzug, während die Manualregister mit Metallhebeln betätigt werden.
Bis zum letzten größeren Eingriff im Jahr 1827 sind fünf Reparaturen der Orgel belegt. 1846 ist in den Quellen letztmals ein Organist erwähnt. 1883 besichtigte der englische Orgelbauer Sir Arthur George Hill die inzwischen unspielbare Orgel und beschrieb und zeichnete sie in seinem Buch The Organ Cases and Organs of the Middle Ages and Renaissance. Auf Hill gehen auch die Bezeichnung «älteste Orgel der Welt» und das früher fälschlicherweise oft genannte Baujahr 1390 zurück.
1954 machte Orgelbau Kuhn (Männedorf) die Orgel behutsam wieder spielbar und versah sie mit einem elektrischen Gebläse. Vier von Aebi an den Gehäuseseiten angebrachte Holzpfeifen von Prinzipal 8′ wurden bei dieser Gelegenheit hinter die Orgel versetzt. Zeitbedingt erhielt das Instrument eine gleichstufige Stimmung. In dieser Form wurde es im Rahmen des seit 1969 alljährlich durchgeführten internationalen Orgelfestivals von Valère bekannt.
2004 nahm der Orgelbauer Hans-J. Füglister (Grimisuat/Sion) eine grundlegende, wissenschaftlich begleitete Restaurierung vor. Die Windlade wurde demontiert und abgedichtet, die durchgespielten Tastenbeläge wurden teilweise erneuert und die stillgelegten Keilbälge reaktiviert. Das Pfeifenwerk wurde leicht tiefer gestimmt. Die Zinnringe, die Füglister zu diesem Zweck reversibel in die Pfeifen einsetzte, sind im Prospekt sichtbar. Entgegen der ausdrücklichen Empfehlung des Orgelbauers blieb die gleichstufige Stimmung zunächst bestehen und wurde erst 2019 durch eine rein mitteltönige Stimmung ersetzt.

## Disposition seit 1688
| Manual CDEFGA–c3 (Kurze Oktave) |       |
| Prinzipal                       | 8′    |
| Octaf                           | 4′    |
| Copel                           | 4′    |
| Quint Major                     | 2 ⁄3′ |
| Superoctaf                      | 2′    |
| Quint Minor                     | 1 ⁄3′ |
| Mixtur II                       | 1′    |

| Pedal CDEFGA–c0 (an Manual angehängt) |          |
| Subbass                               | 16′ + 8′ |

Anmerkungen
1. ↑  C–B von 1687, aus Holz hinter dem Gehäuse, ab H von 1435, aus Metall im Prospekt.
2. ↑  C–F aus Coppel 4′ (gemeinsame Nutzung der Pfeifen), ab G aus Metall, Register von 1687.
3. ↑  Gedeckt, von 1435, aus Nussbaumholz; Deckelbrett, Vorschlag und Pfeifenfuss aus einem Stück.
4. ↑  C–F als 1 1⁄3′, aus dem 17. Jahrhundert.
5. ↑  Register von 1435.
6. ↑  Ab dis2 als 2 2⁄3′, Register von 1435.
7. ↑  Die 1′-Reihe stammt von 1435. Die Zusammensetzung der Mixtur ist sehr ungewöhnlich:
| C–b0:  |    |   |         | 1′ |   |      | + | 1⁄2′ |
| h0–h1: |    |   |         | 1′ | + | 4⁄5′ |   |      |
| ab c2: | 2′ | + | 1 3⁄5′. |    |   |      |   |      |
8. ↑  Gedeckte Holzpfeifen von 1812, auf eigener Lade hinter dem Gehäuse.

## Technische Daten
- 8 Register
- Traktur:
  - Tontraktur: Mechanisch
  - Registertraktur: Mechanisch
- Windversorgung:
  - Zwei Keilbälge, alternativ elektrisches Gebläse
- Stimmung:
  - a1= etwa 450 Hz
  - Mitteltönige Temperatur (1954 bis 2019 gleichstufige Temperatur)